# Peroxidase

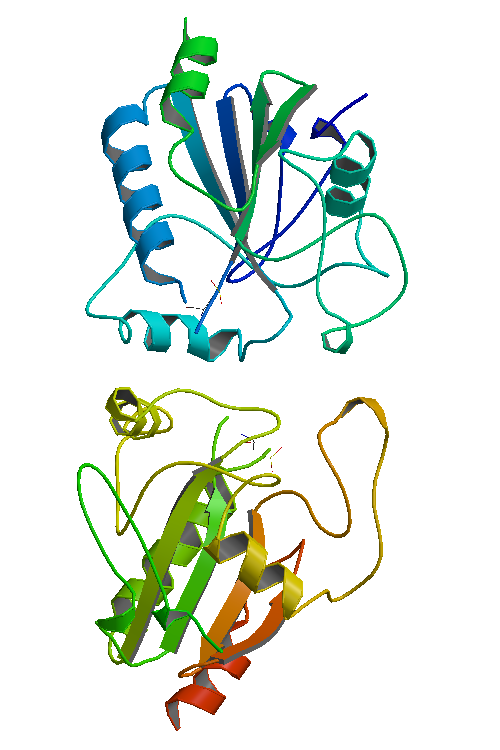
Glutathione peroxidase 1

Peroxidase hoặc peroxide reductase (số EC 1.11.1.x) là một nhóm lớn các enzyme có vai trò trong các quá trình sinh học khác nhau. Chúng được đặt tên là peroxidase do chúng thường phá vỡ peroxide.

## Chức năng
Peroxidase thường xúc tác cho một phản ứng có dạng:

### Chất nền tối ưu
Đối với nhiều loại enzyme này, chất nền tối ưu là hydro peroxide, nhưng các loại khác hoạt động mạnh hơn với hydroperoxide hữu cơ như peroxide lipid. Peroxidase có thể chứa một đồng yếu tố heme trong các vị trí hoạt động của chúng, hoặc dư lượng cysteine hoặc selenocystein hoạt động oxy hóa khử xen kẽ.
Bản chất của chất cho điện tử rất phụ thuộc vào cấu trúc của enzyme.
- Ví dụ, peroxidase cải ngựa có thể sử dụng nhiều hợp chất hữu cơ khác nhau làm chất cho và nhận điện tử. Peroxidase cải ngựa có một vị trí hoạt động dễ tiếp cận và nhiều hợp chất có thể tiếp cận vị trí của phản ứng.
- Mặt khác, đối với một loại enzyme như cytochrom c peroxidase, các hợp chất tặng electron rất đặc biệt, do vị trí hoạt động rất hẹp.

## Đặc tính
Họ glutathione peroxidase bao gồm 8 đồng phân người đã biết. Glutathione peroxidase sử dụng glutathione như một nhà tài trợ điện tử và hoạt động với cả chất nền hydro peroxide và hydroperoxide hữu cơ. Gpx1, Gpx2, Gpx3 và Gpx4 đã được hiển thị là các enzyme chứa selenium, trong khi Gpx6 là một selenoprotein ở người có chất tương đồng chứa cysteine ở loài gặm nhấm.
Amyloid beta, khi liên kết với heme, đã được chứng minh là có hoạt tính peroxidase.
Một nhóm peroxidase điển hình là haloperoxidase. Nhóm này có thể tạo thành các loại halogen phản ứng và kết quả là các chất halogen hữu cơ tự nhiên.
Phần lớn các chuỗi protein peroxidase có thể được tìm thấy trong cơ sở dữ liệu PeroxiBase.

## Kháng bệnh
Mặc dù các cơ chế chính xác vẫn chưa được xác định, peroxidase được biết đóng góp một phần trong việc tăng khả năng phòng vệ của cây chống lại mầm bệnh. Nhiều thành viên của họ Solanaceae, đặc biệt là Solanum melongena (cà tím / cà tím) và Capsicum chinense (các giống habanero / Scotch Bonnet của ớt) sử dụng guaiacol và peroxidase enzyme guaiacol như một bảo vệ chống lại ký sinh trùng vi khuẩn Ralstonia solanacearum: gen biểu hiện cho enzyme này bắt đầu trong vòng vài phút sau khi vi khuẩn tấn công.